# Hueco de tensión
El hueco de tensión es una reducción brusca de la tensión de alimentación  de una red eléctrica a un valor situado entre el 90 y el 1% de la tensión declarada, seguida del restablecimiento de la tensión después de un corto período de tiempo. Por convenio, un hueco de tensión tiene una duración de entre 10 ms (medio ciclo a 50 Hz) y 1 minuto. Los huecos de tensión se pueden dar en una, dos o tres fases.

## Clasificación
Los huecos de tensión se pueden clasificar en función de distintos parámetros:

### Profundidad y duración[2]
Profundidad: La profundidad o amplitud de un hueco de tensión, se define como:

{\displaystyle \Delta U(\%)={\frac {Ud-Umin}{Uc}}*100}

Donde {\displaystyle Ud\,} es la tensión de alimentación declarada y {\displaystyle Umin\,} es la tensión residual (valor mínimo de tensión alcanzado durante el hueco).
En función de la profundidad, se suelen clasificar los huecos de tensión en cuatro grupos:
- Huecos de entre el 10% y 30% de Uc.
- Huecos de entre el 30% y 60% de Uc.
- Huecos de entre el 60% y 99% de Uc.
- Huecos de profundidad <=99% de Uc.

Duración: La duración de un hueco de tensión es el tiempo durante el cual el valor eficaz de la tensión es inferior al 90% de la tensión declarada. 
En función de la duración tenemos:
- Huecos de entre 1/2 ciclo-100ms
- Huecos de entre 100ms-500ms
- Huecos de entre 500ms-1s
- Huecos de entre 1s-3s
- Huecos de entre 3s-20s
- Huecos de entre 20s-60s

### Simetría o asimetría
Simétricos: Cuando el valor eficaz de la tensión disminuye en todas las fases en la misma proporción, y el desfase entre ellas se mantiene en 120°. Son simétricos los huecos provocados por cortocircuitos trifásicos, arranque de un motor de potencia o las sobrecargas producidas por cargas trifásicas.
Asimétricos: Cuando la disminución del valor eficaz de la tensión no es igual para las tres fases y/o el desfase entre ellas no es de 120°. Son asimétricos los huecos provocados por faltas fase-tierra, fase-fase, fase-fase-tierra, conexión de transformadores de potencia, o sobrecargas por cargas monofásicas o no simétricas.

### Forma de la onda
- Hueco rectangular
- Hueco trapezoidal
- Hueco triangular
- Hueco circular